# Josef Riwkin
Josef Riwkin född 23 april 1909 i Surazj i kejsardömet Ryssland (dagens Belarus), död 2 oktober 1965 i Paris, Frankrike, var en svensk redaktör och översättare.

## Biografi
Riwkin, som föddes av judiska föräldrar i Ryssland, kom som barn med sin familj till Sverige 1915. Han hade flera syskon, bland dem Eugénie Söderberg och Anna Riwkin-Brick. Barnen ska under en period haft Nikolaj Bucharin som informator. I Stockholm studerade Riwkin vid Whitlockska samskolan.  
Riwkin var medlem i den radikala föreningen Clarté. 1931 startades tidskriften och förlaget Spektrum där han var redaktör, först tillsammans med Karin Boye och Erik Mesterton, och mot slutet med Gunnar Ekelöf. I tidskriften gavs stort utrymme åt modernistisk konst och litteratur; bland annat publicerade man Ekelöfs första diktsamling sent på jorden (1932), Boyes och Mestertons översättning av T.S. Eliots dikt ”The Waste Land”, samt Ekelöfs tolkningar av dikter av Arthur Rimbaud. Riwkin redigerade även antologin Fransk surrealism (1933), i översättning av Ekelöf, och var själv verksam som översättare av skönlitteratur från Sovjetunionen.
År 1939 flyttade Riwkin till USA, där han verkade som förläggare och psykoanalytiker. Efter andra världskriget flyttade han till Frankrike, där han drev nattklubben Le Franc Pinot i Paris.

## Eftermäle
Riwkins personlighet har varit omstridd. Bland annat var Margit Abenius negativ i sin biografi över Karin Boye, Drabbad av renhet (1950). Senare har bilden av Josef Riwkin blivit mer positiv, bland annat genom texter av David Andersson och Johan Svedjedal. I antologin Brevkonst från 2003 finns en artikel om Riwkin, och ett brev skrivet av honom.

## Översättningar (urval)
- 14 sovjetryska berättare, red. och övers. Josef Riwkin och Daniel Brick (Stockholm: Bonnier, 1929)
- Nikolaj Ognev, Kostia Rjabtsevs dagbok: en femtonårings anteckningar från skollivet i Sovjetryssland (Dnevnik Kosti Rjabceva), övers. Josef Riwkin och Daniel Brick (Stockholm: Bonniers, 1929)
- Isaak Babel, Budjonnys röda ryttararmé (Konarmija), övers. Josef Riwkin och Daniel Brick (Stockholm: Bonnier, 1930)
- Vera Inber, Näktergalen och rosen: noveller, övers. Josef Riwkin och Daniel Brick (Stockholm: Bonnier, 1931)
- Maksim Gorkij, Tolstoj, övers. Josef Riwkin och Ester Riwkin (Stockholm: Ringförlaget, 1932)
- Michail Osorgin, Terroristerna (Svidetel' istorii), övers. Josef Riwkin och Ester Riwkin (Stockholm: Tiden, 1935)
- Michail Osorgin, Den långa färden (Kniga o koncach), övers. Josef Riwkin och Ester Riwkin (Stockholm: Tiden, 1936)
- Ilja Ilf och Jevgenij Petrov, Tolv stolar (Dvenadcatʹ stulʹev), övers. Josef Riwkin och Ester Riwkin (Stockholm: Bonnier, 1937)
- Michail Osorgin, Den gröna världen (Proisšestvija zelenogo mira), övers. Josef Riwkin och Ester Riwkin (Stockholm: Tiden, 1940)